# Therion petiolatum
Therion petiolatum là một loài tò vò trong họ Ichneumonidae.